# Репозиция
Репози́ция — медицинская процедура, целью которой является сопоставление фрагментов кости после перелома для обеспечения лучшего сращения кости. Репозиция необходима при неудовлетворительном стоянии костных фрагментов. Критерии удовлетворительного/неудовлетворительного стояния отломков зависят от механизма травмы и возраста пациента.
Различают закрытую и открытую репозицию. Отличительной особенностью закрытой репозиции является сохранение целостности кожных покровов (то есть эта процедура не подразумевает хирургического доступа к месту перелома, а выполняется внешними средствами). Открытая репозиция применяется в случаях, когда нет возможности достигнуть удовлетворительного стояния отломков при использовании других методов лечения. Заключается в широком обнажении места перелома с последующим сопоставлением отломков и, как правило, завершается фиксацией их различного типа металлоконструкциями.